# 博爱滨海路

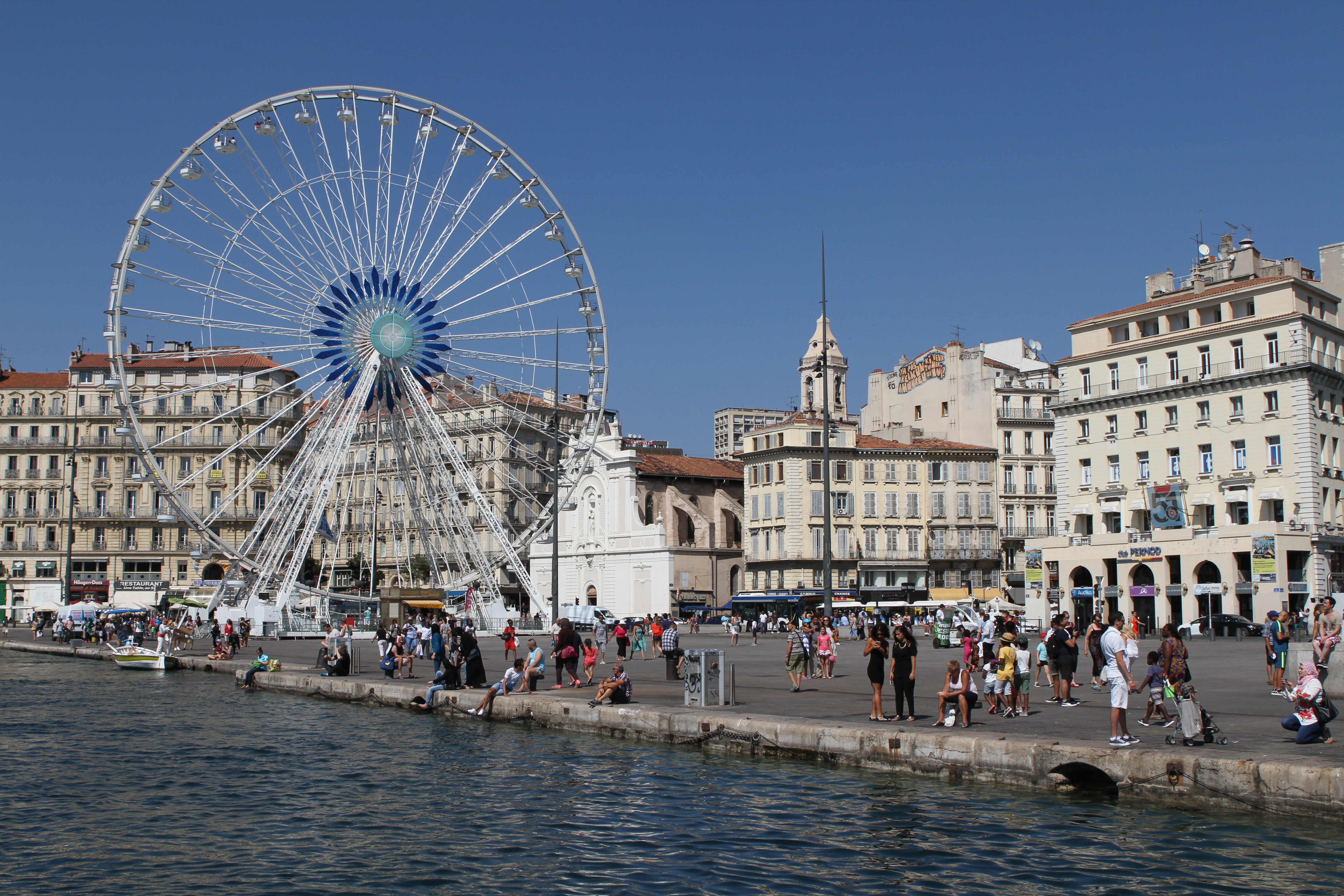

博爱滨海路（法语：Quai de la Fraternité）原名比利时滨海路（quai des Belges）是法国马赛的一条滨海路，位于马赛老港的东侧，它与南侧的新岸滨海路（quai de Rive-Neuve）和北侧的港口滨海路（quai du Port）相连。它分别隶属于第一区和第二区的贝尔松塞分区（Belsunce）（第一区） 、歌剧院分区（Opéra）（第一区），以及市政厅分区（Hôtel-de-Ville）。交汇街道有共和国街（Rue de la République）、拉坎比埃（la Canebière）和让·巴拉德街（cours Jean-Ballard）。马赛地铁1号线经此。
这条滨海路先后命名为：“奥斯丁滨海路”（quai des Augustins，16-17世纪）、“卢梭滨海路”（quai Rousseau，1789）、“帝国滨海路”（quai Impérial，1807）、“先生滨海路”（quai Monsieur，1814）、“奥尔良滨海路”（quai d'Orléans，1849）、“拿破仑滨海路”（quai Napoléon，1853）、“博爱滨海路”（quai de la Fraternité，1871）和“比利时滨海路”（quai des Belges，1915）。自2013年以来，又正式恢复“博爱滨海路”旧名。

## 建筑

马赛老港遮阳棚

- 马赛老港遮阳棚（Ombrière du Vieux-Port de Marseille），位于滨海路上方6米处，一个巨大的镜子遮阳棚，反射天空、海洋和阳光